# Rózsaszín Zsolnay
A Rózsaszín Zsolnay Winkler Barnabás Ybl Miklós-díjas építész több mint ezer darabot meghaladó gyűjteménye, amely a Zsolnay Kulturális Negyed egyik állandó kiállítása Pécsen. A Zsolnay manufaktúra első időszakában készült használati tárgyak gyűjtéséről, a manufaktúra induló éveinek történetéről valamint a tárgyakról szóló kiállítás.

## Leírása
A Rózsaszín Zsolnay Kiállítás hétköznapi használati tárgyakat (kávés- és teáskannákat, szappantartókat, bögréket, kuglófsütőket, süteményes- és tortatálakat, zsírosbödönöket és boroskancsókat) mutat be, amelyek Zsolnay Vilmos kísérletezése során születtek. A használati tárgyak többsége a korban megszokotthoz képest különleges és egyedi színt kapott. A mindennapi használatra szánt tárgyak rózsaszínben kerültek a kereskedések polcaira. A kezdetben sima formák a manufaktúra fejlődésével fokozatosan díszesebbé váltak, amellett, hogy a különös szín megmaradt.
A kiállítás bevezető terme a rózsaszín termékek raktárának egykori hangulatát idézi, melyről Zsolnay Vilmos unokája, Mattyasovszky Zsolnay Margit így ír visszaemlékezésében:
„Megépült a Felsővámház utca mentén húzódó emeletes raktárépület. Az emelet végestelen végig a rózsaszínedény-raktár foglalta el: háromszázharminc különböző forma, nyolcszáznegyven nagyságban, illetve kivitelben. Volt itt minden a játékedénykéktől a konyhaedényen át a harmincliteres zsírosbödönig, a mosdó- és étkészlettől a fényarannyal díszített vázákig és hamutartókig. Amikor a déli hosszú ablaksoron besütött a nap, még a levegő is rózsaszínűnek látszott. Ez a tökéletesen kidolgozott, egyenletes rózsaszín máz volt az 1880-as évek elején megkezdett pink-kísérletek eredménye, és hosszú éveken át ezzel mázoltak mindenféle használati edényt. A szép szín annyira megnyerte a közönség tetszését, gyártása pedig olyan méreteket öltött, hogy szükségessé vált egy ilyen óriási raktár építése.”

## Története
A gyűjtő a Kezdetben volt a rózsaszín… című saját kiadású könyvében meséli el történetét.
A századforduló során, kísérlet eredményeként létrejött tárgyakat egyre nagyobb mennyiségben és jobb minőségben gyártották. Fontos bevételt jelentettek ezek a tárgyak - a vékony falú vízvezetékcsövekkel és az építésdíszítésre szolgáló terrakotta elemek mellett - a fejlődő üzem számára. 
Miután az alapító, Zsolnay Miklós fia Zsolnay Vilmos teljesen átvette a gyárat nagy lendülettel indult meg a termékek fejlesztése - a rózsaszínűeké az 1880-as évektől kezdődően.